# Lisa Misipeka
Lisa Vasa Misipeka (sinh ngày 3 tháng 1 năm 1975) là một vận động viên người Samoa thuộc Mỹ, chuyên ném búa. Bà đã giành huy chương đồng tại Giải vô địch thế giới năm 1999 về điền kinh. Vị trí thứ nhất là 75,20m, vị trí thứ hai 72,56m và 9m sau thứ nhất và 6,5m sau vị trí thứ hai là Misipeka ở vị trí thứ ba với 66,06m. Đó là huy chương quốc tế đầu tiên cho Samoa thuộc Mỹ và là sự khác biệt lớn nhất về khoảng cách giữa ba vị trí huy chương đầu tiên. Bà là người cầm cờ cho Samoa Mỹ tại Thế vận hội Olympic 2004 ở Athens, Hy Lạp, và không thể có thành tích trong vòng loại búa của nữ do chấn thương đầu gối và do đó không tiến vào trận chung kết.

## Thành tựu
| Năm                         | Giải đấu                    | Địa điểm                    | Thứ hạng                    | Nội dung                    | Chú thích                   |
| Representing Samoa thuộc Mỹ | Representing Samoa thuộc Mỹ | Representing Samoa thuộc Mỹ | Representing Samoa thuộc Mỹ | Representing Samoa thuộc Mỹ | Representing Samoa thuộc Mỹ |
| --------------------------- | --------------------------- | --------------------------- | --------------------------- | --------------------------- | --------------------------- |
| 1997                        | South Pacific Mini Games    | Pago Pago, American Samoa   | 1st                         | Shot put                    | 14.37 m                     |
| 1997                        | South Pacific Mini Games    | Pago Pago, American Samoa   | 2nd                         | Discus throw                | 43.32 m                     |
| 1997                        | South Pacific Mini Games    | Pago Pago, American Samoa   | 1st                         | Hammer throw                | 58.20 m                     |
| 1999                        | South Pacific Games         | Santa Rita, Guam            | 1st                         | Shot put                    | 15.13 m GR                  |
| 1999                        | South Pacific Games         | Santa Rita, Guam            | 1st                         | Discus throw                | 46.00 m                     |
| 1999                        | South Pacific Games         | Santa Rita, Guam            | 1st                         | Hammer throw                | 63.39 m GR                  |
| 1999                        | World Championships         | Seville, Spain              | 3rd                         | Hammer throw                | 66.06 m                     |
| 2000                        | Olympic Games               | Sydney, Australia           | 14th                        | Hammer throw                | 61.74 m                     |
| 2001                        | World Championships         | Edmonton, Canada            | 20th                        | Hammer throw                | 63.34 m                     |
| 2003                        | World Championships         | Paris, France               | 21st                        | Hammer throw                | 64.42 m                     |
| 2004                        | Olympic Games               | Athens, Greece              | —                           | Hammer throw                | NM                          |